# Зодиак (сериен убиец)
Зодиак е псевдоним на сериен убиец, който действа в Северна Калифорния в края на 60-те и началото на 70-те години на 20 век. Самоличността на убиеца остава неразгадана. Зодиакът взима жертви в Бъниша, Валехо, езерото Бериеса и Сан Франциско в периода между декември 1968 г. и октомври 1969 г. Жертви са четирима мъже и три жени, на възраст между 16 и 29 години (петима убити и двама оцелели). Убиецът използва прякора Зодиак в серия подигравателни писма, адресирани до пресата в Санфранциския залив. Писмата съдържат четири криптограми, от които само една е окончателно разгадана. 
Правните органи, както и разследващи аматьори, посочват заподозрени, но така и не се появяват убедителни доказателства срещу тях. През април 2004 г. полицейското управление на Сан Франциско отбелязва случая като „неактивен“, но след това го отваря отново през 2007 г. Случаят остава отворен и във Валехо, Напа и Солано.  От 1969 г. насам калифорнийското министерство на правосъдието също поддържа отворено досието за убийствата на Зодиака.